# هشتمین مراسم گلدن گلوب
۸مین مراسم گلدن گلوب برای ارج نهادن به بهترین دستاوردهای فیلمسازی سال ۱۹۵۰ در ۲۸ فوریه سال ۱۹۵۱ برگزار شد. برای اولین بار است که مراسم در کلوپ شبانه چیرو برگزار می‌شود. و برای اولین بار به بهترین بازیگر مرد و زن فیلم کمدی یا موزیکال نیز گوی زرین داده شد. بیلی وایلدر اولین کارگردانی است که دو بار موفق به دریافت گوی زرین کارگردانی شده‌است وی بار اول در سومین مراسم توانست برنده شود. وی پیش از مرگ در ۲۷ مارس ۲۰۰۲ در ۹۵ سالگی، توانست ساخت ۶۰ فیلم را در کارنامه سینمایی‌اش به ثبت برساند. وایلدر یکی از درخشان‌ترین چهره‌های فیلم‌سازی هالیوود در عصر طلایی محسوب می‌شود که ۶ بار موفق به کسب اسکار و ۱۵ بار نامزد این جایزه بود و از این لحاظ یکی از رکورداران تاریخ سینماست.
خوزه فرر، برنده بهترین بازیگر نقش اول مرد انتخاب شد وی بین سال‌های ۱۹۳۵ تا ۱۹۹۲ میلادی فعالیت می‌کرد. گلوریا سوانسون، برنده بهترین بازیگر نقش اول زن شد وی بین سال‌های ۱۹۱۴ تا ۱۹۸۱ میلادی فعالیت می‌کرد. فرد آستر، برنده بهترین بازیگر مرد فیلم کمدی یا موزیکال شد. آستر از طرف مؤسسهٔ فیلم آمریکا به عنوان «پنجمین ستارهٔ بزرگ در تمام دوران‌ها در صنعت فیلم‌سازی» انتخاب شد. فعالیت‌های او در هنر رقص، طراحان رقص بسیاری، همانند مایکل جکسون را تحت تأثیر قرار داد.
ادموند گون، تا سال ۱۹۵۰ تنها بازیگری بود که توانسته دو بار بهترین بازیگر مکمل مرد شود.

## برندگان و نامزدها

### جایزه گلدن گلوب بهترین فیلم – درام
سانست بلوار
- همه‌چیز درباره ایو
- چشم‌وگوش‌بسته
- سیرانو دو برژراک
- هاروی

### جایزه گلدن گلوب بهترین بازیگر مرد – فیلم درام
خوزه فرر – سیرانو دو برژراک
- لوئیس کالهرن – یانکی باشکوه
- جیمز استوارت – هاروی

### جایزه گلدن گلوب بهترین بازیگر زن – فیلم درام
گلوریا سوانسون – سانست بلوار
- بتی دیویس – همه‌چیز درباره ایو
- جودی هالیدی – چشم‌وگوش‌بسته

### جایزه گلدن گلوب بهترین بازیگر مرد – فیلم موزیکال یا کمدی
فرد آستر – Three Little Words
- دن دیلی – When Willie Comes Marching Home
- هارولد لوید – گناه هارولد دیدلباک

### جایزه گلدن گلوب بهترین بازیگر زن – فیلم موزیکال یا کمدی
جودی هالیدی – چشم‌وگوش‌بسته
- اسپرینگ باینگتون – لوئیزا
- بتی هاتن – آنی تفنگت را می‌گیرد

### جایزه گلدن گلوب بهترین بازیگر نقش مکمل مرد
ادموند گون – آقای ۸۸۰
- جرج سندرز – همه‌چیز درباره ایو
- اریش فون اشتروهایم – سانست بلوار

### جایزه گلدن گلوب بهترین بازیگر نقش مکمل زن
جوزفین هال – هاروی
- جودی هالیدی – دنده آدام
- تلما ریتر – همه‌چیز درباره ایو

### جایزه گلدن گلوب بهترین کارگردانی
بیلی وایلدر – سانست بلوار
- جرج کیوکر – چشم‌وگوش‌بسته
- جان هیوستون – جنگل آسفالت
- جوزف ال. منکیه‌ویچ – همه‌چیز درباره ایو

### جایزه گلدن گلوب بهترین فیلم‌نامه
همه‌چیز درباره ایو – جوزف ال. منکیه‌ویچ
- جنگل آسفالت – جان هیوستون
- سانست بلوار – چارلز براکت

### جایزه گلدن گلوب بهترین موسیقی
سانست بلوار – فرانتس واکسمن
- زندگی خودش – برانیسلاو کاپر
- Destination Moon – لیت استیونز

### جایزه گلدن گلوب بهترین فیلمبرداری - سیاه و سفید
سیرانو دو برژراک – فرانتس پلانر
- جنگل آسفالت
- سانست بلوار

### جایزه گلدن گلوب بهترین فیلمبرداری - رنگی
معادن شاه سلیمان – رابرت ال. سرتیس
- پیکان شکسته
- سامسون و دلیله

### New Star of the Year
جین نلسون
- مالا پاورز
- دبی رینولدز

### Promoting International Understanding
پیکان شکسته directed by دلمر دیوز
- The Big Lift directed by George Seton
- The Next Voice You Hear... directed by ویلیام ولمن

### Henrietta Award (World Film Favorites)
گریگوری پک و جین وایمن